# Antoine Charles IV de Gramont
Antoine Charles IV de Gramont, comte de Guiche, III Duca de Gramont, comte de Louvigny, Souverain de Bidache (1641 – 25 ottobre 1720), è stato un diplomatico francese.

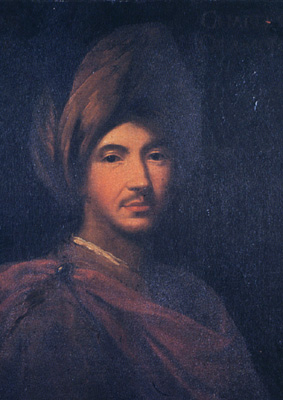
Antoine Charles IV

Era il figlio di Antoine III de Gramont, Duca di Gramont, e Françoise Marguerite du Plessis de Chivré, nipote di Richelieu.
Si distinse nell'esercito del Re durante la campagna contro l'Olanda nel 1672 e durante l'Assedio di Besançon (1674) nella  Guerra franco-olandese.
In seguito fu ambasciatore straordinario in Spagna, Vicere di Navarra e Béarn, e governatore di Bayonne.

Fu un cavaliere dell'ordine del re e Cavaliere del Toson d'oro.
Nel 1668 sposò Marie Charlotte de Castelnau (1648 – 29 gennaio 1694), figlia del Maresciallo Castelnau.

Ebbero due figli :
- Antoine V de Gramont (1672–1725), VI Duca di Gramont.
- Catherine Charlotte (morta nel 1739), sposò Louis François, duc de Boufflers

Dopo la corte di sua moglie sposò Anne Baillet de La Cour nel 1710.

## Albero genealogico
|                                           |                                        |                                        | Genitori                                             |  |  | Nonni |  |  | Bisnonni                              |  |  | Trisnonni                           |  |
|                                           |                                        |                                        |                                                      |  |  |       |  |  | Philibert de Gramont, Conte di Guiche |  |  | Antoine de Gramont, Conte di Guiche |  |
|                                           |                                        |                                        |                                                      |  |  |       |  |  | Philibert de Gramont, Conte di Guiche |  |  | Antoine de Gramont, Conte di Guiche |  |
|                                           |                                        | Hélène de Clermont                     |                                                      |  |  |       |  |  | Philibert de Gramont, Conte di Guiche |  |  |                                     |  |
| Antoine II de Gramont, Duca di Gramont    |                                        |                                        |                                                      |  |  |       |  |  | Philibert de Gramont, Conte di Guiche |  |  |                                     |  |
|                                           |                                        | Diane d'Andoins                        | Paul d'Andoins, Barone di Andoins, Conte di Louvigny |  |  |       |  |  |                                       |  |  |                                     |  |
|                                           |                                        | Diane d'Andoins                        | Paul d'Andoins, Barone di Andoins, Conte di Louvigny |  |  |       |  |  |                                       |  |  |                                     |  |
|                                           |                                        | Diane d'Andoins                        | Anne Marguerite de Cauna                             |  |  |       |  |  |                                       |  |  |                                     |  |
| Antoine III de Gramont, Duca di Gramont   |                                        | Diane d'Andoins                        |                                                      |  |  |       |  |  |                                       |  |  |                                     |  |
|                                           |                                        | Antoine de Roquelaure                  | Géraud de Roquelaure, Signore di Roquelaure          |  |  |       |  |  |                                       |  |  |                                     |  |
|                                           |                                        | Antoine de Roquelaure                  | Géraud de Roquelaure, Signore di Roquelaure          |  |  |       |  |  |                                       |  |  |                                     |  |
|                                           |                                        | Antoine de Roquelaure                  | Catherine de Bezolles                                |  |  |       |  |  |                                       |  |  |                                     |  |
| Louise de Roquelaure                      |                                        | Antoine de Roquelaure                  |                                                      |  |  |       |  |  |                                       |  |  |                                     |  |
|                                           |                                        | Catherine d'Ornesan                    | Jacques Claude d'Ornesan, Signore di Auradé          |  |  |       |  |  |                                       |  |  |                                     |  |
|                                           |                                        | Catherine d'Ornesan                    | Jacques Claude d'Ornesan, Signore di Auradé          |  |  |       |  |  |                                       |  |  |                                     |  |
|                                           |                                        | Catherine d'Ornesan                    | Brunette de Cornil, Dama di Moulin d'Armac           |  |  |       |  |  |                                       |  |  |                                     |  |
| Antoine Charles IV de Gramont             |                                        | Catherine d'Ornesan                    |                                                      |  |  |       |  |  |                                       |  |  |                                     |  |
|                                           | François de Chivré, Signore di Plessis | Jacques de Chivré, Signore di Plessis  |                                                      |  |  |       |  |  |                                       |  |  |                                     |  |
|                                           | François de Chivré, Signore di Plessis | Jacques de Chivré, Signore di Plessis  |                                                      |  |  |       |  |  |                                       |  |  |                                     |  |
|                                           | François de Chivré, Signore di Plessis | Jeanne Le Hesnault, Dama di Bouillé    |                                                      |  |  |       |  |  |                                       |  |  |                                     |  |
| Hector de Chivré, Signore di Plessis      | François de Chivré, Signore di Plessis |                                        |                                                      |  |  |       |  |  |                                       |  |  |                                     |  |
|                                           |                                        | Léonore de la Porte                    | François de la Porte, Signore di Boissier            |  |  |       |  |  |                                       |  |  |                                     |  |
|                                           |                                        | Léonore de la Porte                    | François de la Porte, Signore di Boissier            |  |  |       |  |  |                                       |  |  |                                     |  |
|                                           |                                        | Léonore de la Porte                    | Madeleine Charles                                    |  |  |       |  |  |                                       |  |  |                                     |  |
| Françoise Marguerite du Plessis de Chivré |                                        | Léonore de la Porte                    |                                                      |  |  |       |  |  |                                       |  |  |                                     |  |
|                                           |                                        | Nicolas de Connan, Signore di Rabastan | François de Connan, Signore di Coulon e Rabastan     |  |  |       |  |  |                                       |  |  |                                     |  |
|                                           |                                        | Nicolas de Connan, Signore di Rabastan | François de Connan, Signore di Coulon e Rabastan     |  |  |       |  |  |                                       |  |  |                                     |  |
|                                           |                                        | Nicolas de Connan, Signore di Rabastan | Jeanne Hennequin du Perray                           |  |  |       |  |  |                                       |  |  |                                     |  |
| Marie de Connan                           |                                        | Nicolas de Connan, Signore di Rabastan |                                                      |  |  |       |  |  |                                       |  |  |                                     |  |
|                                           |                                        | Anne d'O                               | Charles d'O, Signore di Vérigny                      |  |  |       |  |  |                                       |  |  |                                     |  |
|                                           |                                        | Anne d'O                               | Charles d'O, Signore di Vérigny                      |  |  |       |  |  |                                       |  |  |                                     |  |
|                                           |                                        | Anne d'O                               | Jacqueline Girard                                    |  |  |       |  |  |                                       |  |  |                                     |  |
|                                           |                                        | Anne d'O                               |                                                      |  |  |       |  |  |                                       |  |  |                                     |  |

## Collegamenti
- Gramont (famiglia)